# Peder Severin Krøyer
Peder Severin Krøyer, o Krøyer (Stavanger, 23 luglio 1851 – Skagen, 21 novembre 1909), è stato un pittore impressionista danese.
Fu uno dei più amati artisti della cerchia dei Pittori di Skagen.

## Biografia
Peder Severin venne adottato dallo zio, lo zoologo Henrik Nikolai Krøyer. Già da giovanissimo mostrò un talento sorprendente per la pittura. Tra il 1864 e il 1870 studiò all'Accademia delle belle arti di Copenaghen per poi trasferirsi a Parigi dove dal 1877 al 1879 fu allievo di Léon Bonnat.
Tra il 1877 e il 1881, Krøyer fece molti viaggi di studio e di lavoro, incontrando varie correnti pittoriche e conoscendo molti artisti tra cui gli impressionisti Claude Monet, Alfred Sisley, Edgar Degas, Pierre-Auguste Renoir e il loro anticipatore Édouard Manet. Continuò per tutta la vita a viaggiare da una nazione all'altra, sempre molto interessato alle culture straniere e alle loro tendenze artistiche. La sua presenza in Italia è attestata a Ravello nel 1890, dove si fermò a lungo per curare la salute cagionevole della moglie Marie.
L'opera più nota di Krøyer è Sommeraften ved Skagen Sønderstrand med Anna Ancher og Marie Krøyer (Sera d'estate sulla spiaggia di Skagen con Anna Ancher e Marie Krøyer), del 1893. Le scene sulla spiaggia sono tra i suoi soggetti preferiti, tra bagnanti, giochi in acqua e pescatori. Altre opere, come Hip, hip, urrà! del 1888 e Sankthansbål på Skagen strand (La vigilia di San Giovanni sulla spiaggia di Skagen) del 1903, raffigurano la vita artistica di Skagen e le riunioni della comunità di pittori.
Fra i suoi allievi, si ricorda Georg Achen.
Morì nel 1909 di sifilide, dopo una decina di anni di sofferenze, durante i quali divenne quasi completamente cieco e produsse alcune tra le opere più intense della sua carriera.

## Musei
Elenco di musei che ospitano opere di Krøyer.
- Hirschsprungske Samling, Copenaghen, Danimarca;
- Skagens Museum, Danimarca;
- Museum of Fine Arts, Boston;
- Oglethorpe University Museum of Art, Atlanta;
- Philadelphia Museum of Art, Filadelfia;
- Schleswig-Holstein Museums, Germania;
- Imago Museum, Pescara.

## Galleria d'immagini

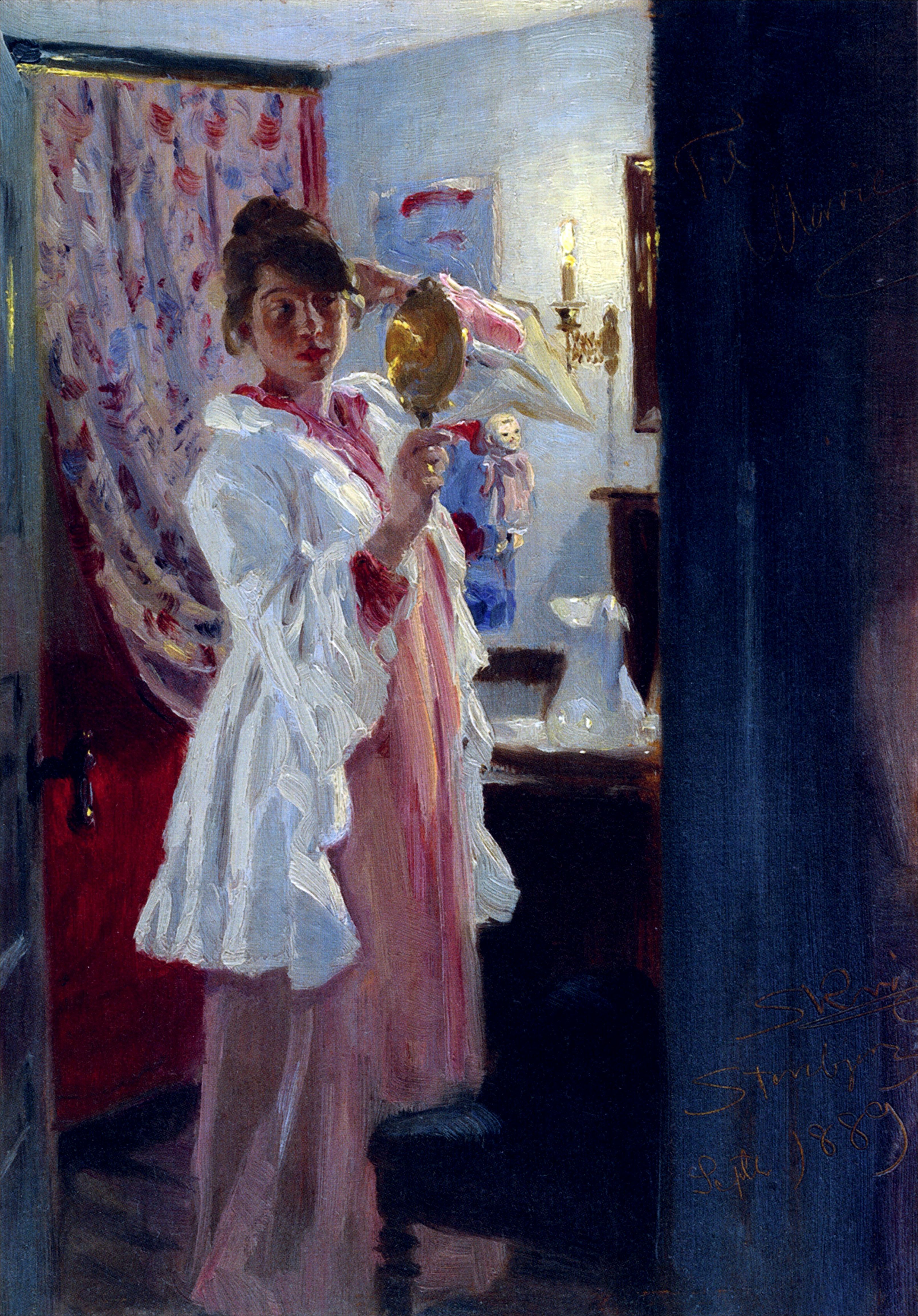
Interno con Marie Krøyer, 1889
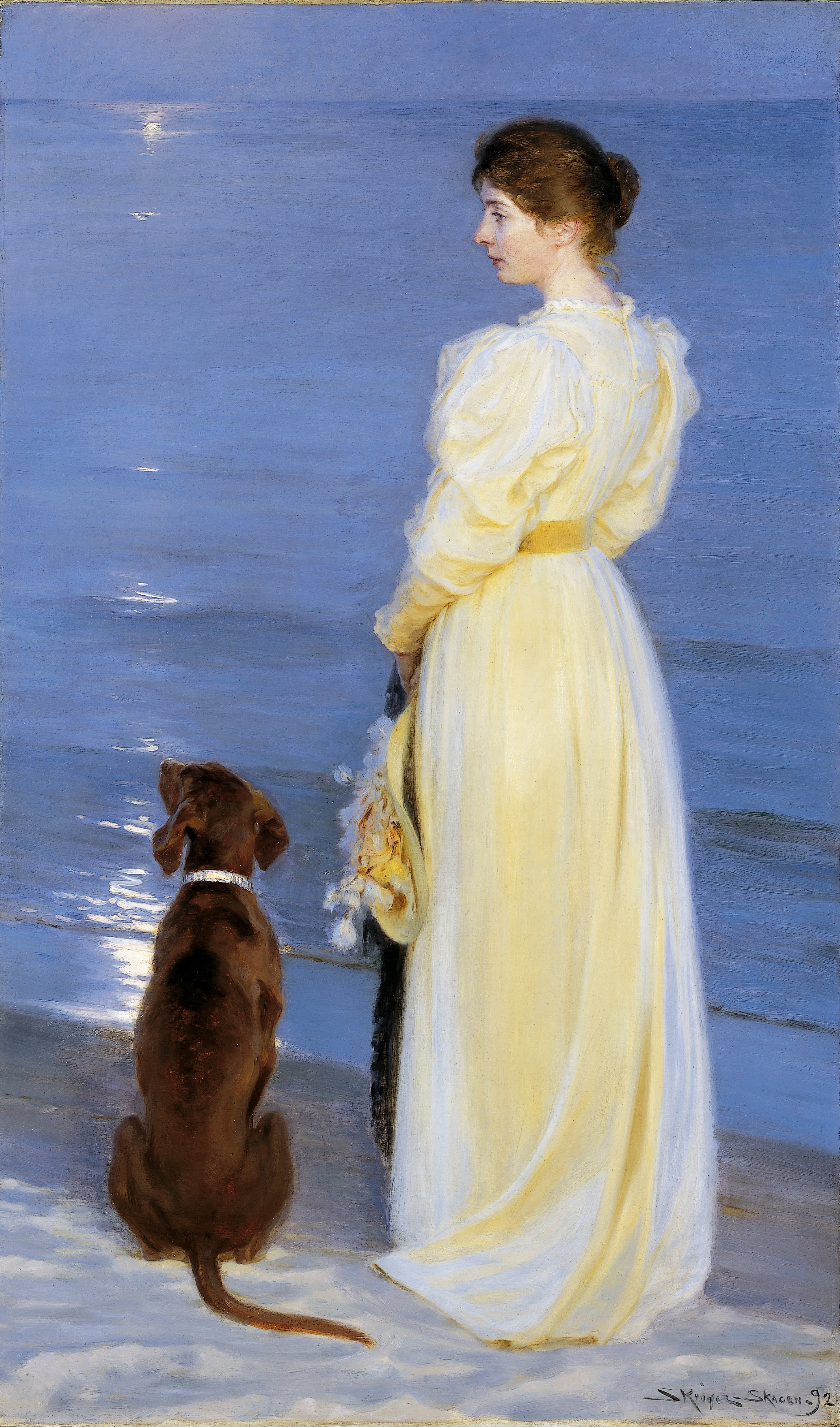
Sera d'estate a Skagen. La moglie dell'artista col cane sulla riva, 1892
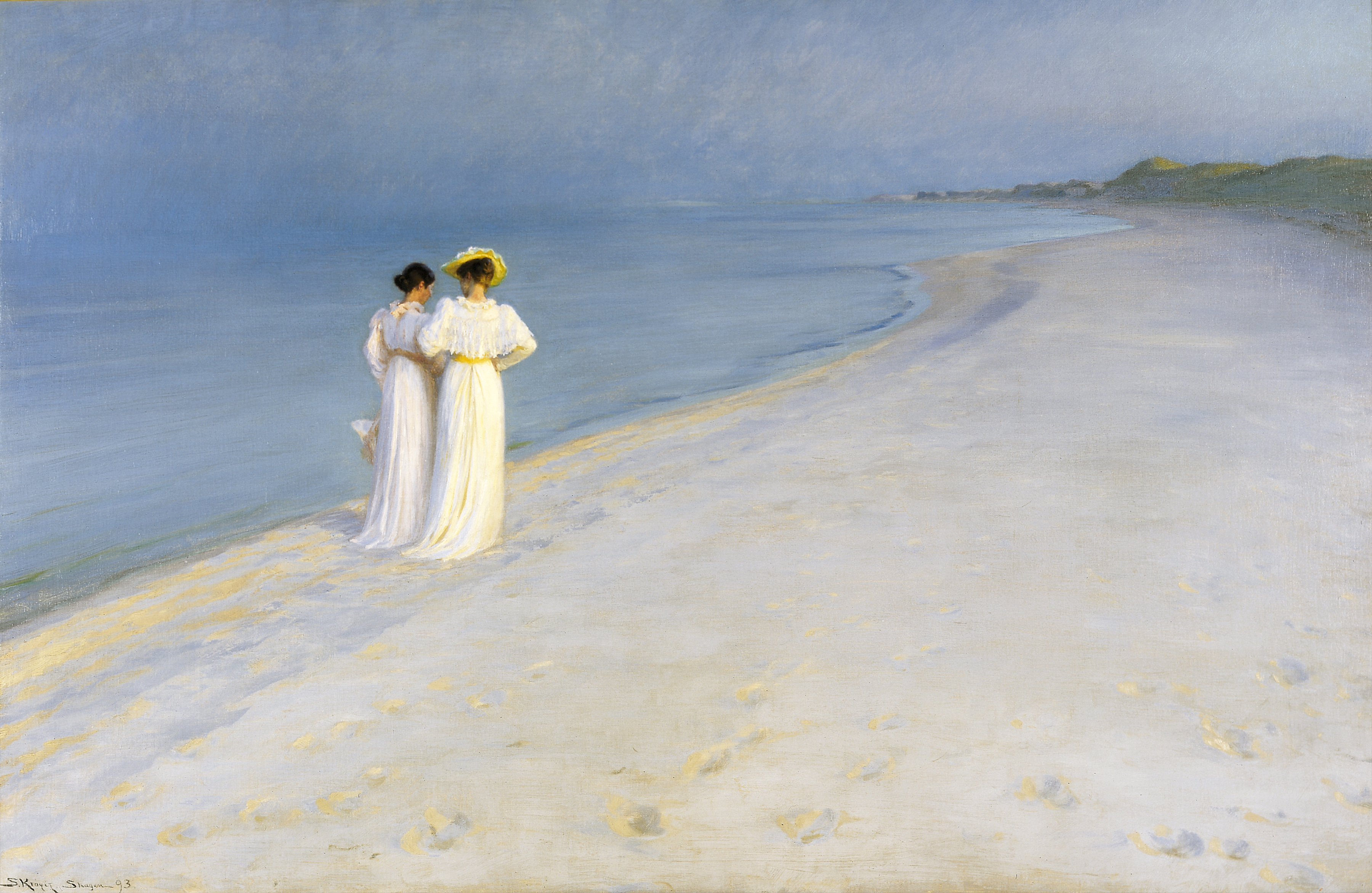
Sera d'estate sulla spiaggia sud di Skagen, 1893
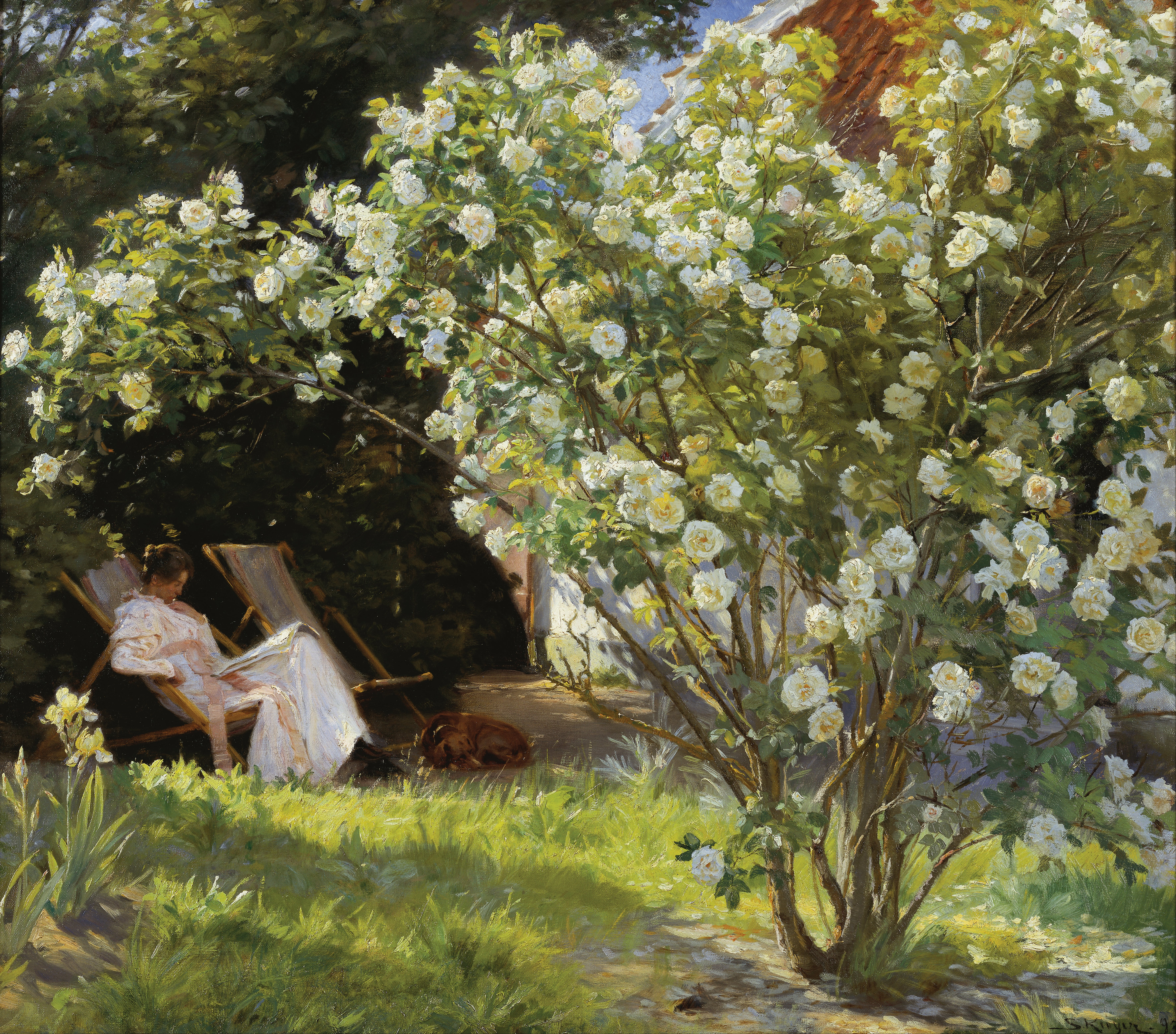
Rose, 1893
Sera d'estate sulla spiaggia di Skagen. L'artista e sua moglie, 1899